# VR Bank im südlichen Franken
Die VR Bank im südlichen Franken eG ist eine in der Region Mittelfranken vertretene Genossenschaftsbank  mit Sitz in Weißenburg in Bayern. Die Bank entstand im Jahr 2023 aus der Fusion der VR-Bank Feuchtwangen-Dinkelsbühl eG mit der Raiffeisenbank Weißenburg-Gunzenhausen eG und der Raiffeisenbank Heilsbronn-Windsbach eG.

## Finanzverbund
Die VR-Bank im südlichen Franken eG gehört dem genossenschaftlichen FinanzVerbund an. Die Bank ist der amtlich anerkannten BVR Institutssicherung GmbH und der zusätzlichen freiwilligen Sicherungseinrichtung des Bundesverbandes der Deutschen Volksbanken und Raiffeisenbanken e. V. angeschlossen.